# 더 챌린지: 배틀 오브 디 엑시스
더 챌린지: 배틀 오브 디 엑시스(The Challenge: Battle of the Exes)는 《리얼 월드/로드 룰즈 챌린지》의 22번째 시즌으로, 2012년 1월 25일부터 4월 4일까지 방영되었다.